# Bonita Zarrillo
Pour les articles homonymes, voir Zarrillo.
Bonita Zarrillo (née en 1965 ou 1966) est une analyste de données et femme politique canadienne de Colombie-Britannique. Elle représente la circonscription fédérale britanno-colombienne de Port Moody—Coquitlam à titre de députée néo-démocrate de 2021 à 2025.

## Biographie
Née à Saskatoon en Saskatchewan, Zarrillo gradue en sociologie à l'Université du Manitoba avant de voyager à travers le Canada. S'établissant à Coquitlam en Colombie-Britannique, elle siège pendant 8 ans au conseil municipal de la ville à partir de 2013. En tant que conseillère, elle milite dans des causes campagnes anti-vapotage et anti-cigarette,,.
Ayant une réputation de dissidente au sein du conseil, ceci lui valut de siéger au conseil de la Fédération canadienne des municipalités.
Tentant de succéder au député néo-démocrate Fin Donnelly en 2019, Zarrillo annonce faire campagne la journée internationale des femmes et cinq semaines après sa réélection au conseil municipal de Coquitlam. Malgré les supports de Fin Donnelly, de la députée provinciale Selina Robinson (en), du chef Ed Hall de la Kwikwetlem First Nation (en) et d'Unifor Local 2000, elle échoue à être élue par une faible marge de 153 votes confirmée à la suite d'un recomptage judiciaire,.
À nouveau candidate dans Port Moody—Coquitlam en 2021, la course s'annonce serrée, car la circonscription est ciblée par trois des principaux partis. Durant la campagne, le chef néo-démocrate Jagmeet Singh visite la circonscription à deux reprises,,. Supportée par plusieurs acteurs politiques comme en 2019, elle remporte l'élection avec 37,2% des voix,,.